# Derek Smith (basket-ball)
Derek Ervin Smith, né le 1er novembre 1961 à Hogansville, Géorgie, et mort le 9 août 1996 est un ancien joueur professionnel américain de basket-ball ayant évolué aux postes d'arrière ou d'ailier.
Après avoir passé sa carrière universitaire dans l'équipe des Cardinals de Louisville, il a été drafté en 35e position par les Warriors de Golden State lors de la Draft 1982 de la NBA.

## Biographie
Il est le père du joueur professionnel Nolan Smith.